# 1801
Cette page concerne l'année 1801  du calendrier grégorien.
L'année 1801 est une année commune qui commence un jeudi.

## Événements
- 27 janvier : Toussaint Louverture entre dans Santo Domingo. Il prend possession de la partie espagnole de Saint-Domingue[1].

- 17 février : le démocrate Thomas Jefferson est élu président des États-Unis après avoir battu le fédéraliste John Adams (vice-président, son opposant Aaron Burr)[2]. Fin de mandat en 1809.
- 19 février : restitution de la partie occidentale de la Louisiane à la France par l’Espagne, en application des clauses secrètes du traité de San Ildefonso[3].

- 14 mai : début de la guerre de Tripoli[4]. Le pacha de Tripoli déclare la guerre aux États-Unis qui refusent de lui payer de nouveaux tributs pour la protection de leurs intérêts en Méditerranée. Une unité de marines américains apparaît devant Tripoli en mai.
- 27 mai : l’expédition du Français Thomas-Nicolas Baudin, chargé par Napoléon Bonaparte d'explorer le littoral de l’Australie, atteint le cap Leeuwin (fin le 16 septembre 1803)[5].

- 25 juin : établissement pénitentiaire britannique à Newcastle (Australie)[6].

- 12 juillet : Toussaint Louverture promulgue une constitution autonomiste à Saint-Domingue qui lui donne les pleins pouvoirs à vie[7].
- 18 juillet : départ de Portsmouth de l’expédition du navigateur britannique Matthew Flinders, chargée d’inspecter toute la côte australienne (fin en 1803)[5].

- 1er octobre : début de l’expédition de Trutter et Somerville au Grikaland (fin en août 1802)[8].
- 21 octobre : soulèvement de Port-la-Liberté en Guadeloupe. Les cultivateurs et les soldats noirs prennent le contrôle de la ville. Le général mulâtre Pélage est élu chef de l'armée et chasse les envoyés du gouvernement[9].
- 29 octobre : enlèvement du Prince, vaisseau anglais de la Compagnie des Indes, par les prisonniers français transportés à bord, au large de l'Île-de-France[10].

- 6 décembre : l’expédition Flinders atteint le cap Leeuwin en Australie[5].
- 14 décembre : départ de Brest de l'expédition de Saint-Domingue[9].

### Asie
- Février : début de la persécution des catholiques en Corée (persécution Sinyu), sur ordre de la reine douairière Kim[11]. Le catholicisme est interdit par décret. Les luttes de faction paralysent la monarchie coréenne. Le clan Kim monopolise les fonctions administratives. Les reines douairières dominent la cour de Séoul.

- 8 avril : le prêtre catholique Jeong Yak-jong (Augustine Chong Yakchong) est exécuté en Corée[12].

- 31 mai : le prêtre chinois James Zhou Wenmo (Chou Wen-Mo) est décapité en Corée. Sous son action, le catholicisme est passé de 3 000 à 10 000 fidèles depuis 1794[13].

- 12 juin : aidé par le missionnaire français Pigneau de Behaine, le prince Nguyên Anh s’empare de Hué prise sur les frères Tây Son, qui s’étaient emparés de l’Annam, du Tonkin et de la Cochinchine[14]. Cette aide sera plus tard utilisée pour légitimer les « droits » de la France sur la Cochinchine. Après la prise d’Hanoï le 20 juillet 1802 Nguyên Anh rétablit l’unité vietnamienne.

- 25 juillet, Inde : à la mort de Omdut-ul-Umara (en) (15 juillet[15]), la compagnie anglaise des Indes orientales prend en charge l’administration du pays karnataka[16]. Peu après, s’est au tour de Tanjore et de Surate[17].

- 10 novembre : Wellesley impose le protectorat britannique à l’Oudh[16]. Après une expédition militaire, les Britanniques commencent par assumer la défense d’un État. Ils laissent au départ l’administration civile au souverain, mais les sommes exigées sont si exorbitantes qu’il ne peut y faire face. Alors les Britanniques détrônent le souverain et annexent le pays.

### Proche-Orient
- 27 janvier : traité de commerce britannico-persan à l’issue de la première mission Malcolm auprès du chah de Perse[18]. Exemption fiscales pour les commerçants britanniques et indiens. Londres promet une assistance militaire en cas d’agression française, russe ou afghane. Le shah renonce à signer la paix avec l’émir afghan tant qu’il maintient ses prétentions sur les possessions britanniques en Inde.

- 8 mars : la flotte française est battue par les Britanniques dans la baie d’Aboukir. Elle ne peut empêcher le débarquement de troupes britanniques et ottomanes[19].

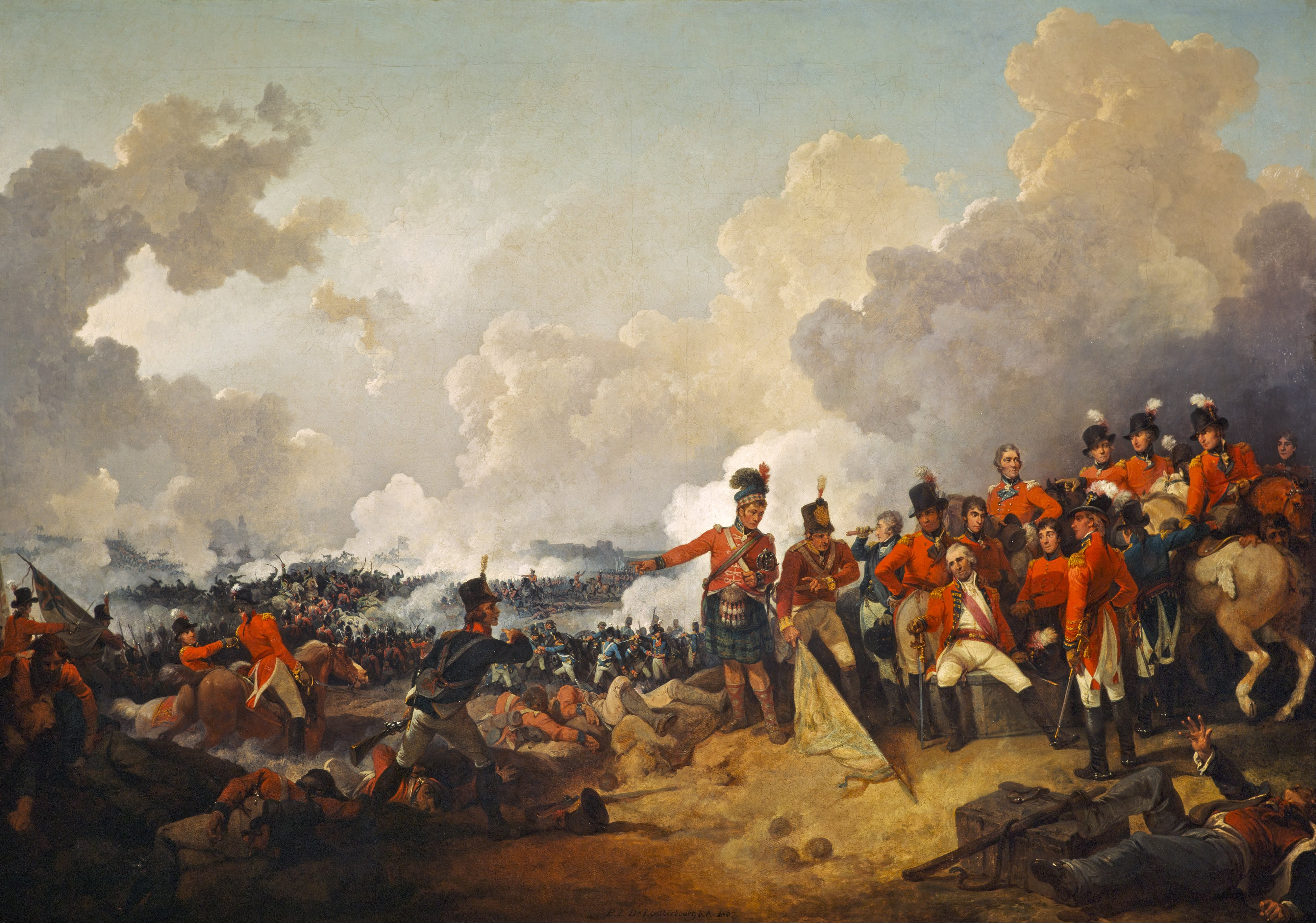
21 mars : bataille de Canope. Fin de l'expédition d'Égypte, les Français se retirent, à la suite du débarquement des Britannico-Ottomans. Un corps expéditionnaire britannique occupe l’Égypte (fin en 1814).

- 21 mars : défaite française à la bataille de Canope, l'armée commandée par Menou se retranche à Alexandrie[19].

- 21 avril : l’émir du Nedjd 'Abd al-'Aziz ibn Sa'ud mène une expédition contre Karbala, ville sainte du chiisme, dans le sud irakien. La garnison mamelouk fuit. Les Wahhabites massacrent 5 000 personnes, pillent la ville et profanent les tombes de Hussein et d'Abbas[20]. Début de l’expansion wahhabite en Arabie[21].

- 27 juin : le général Belliard capitule au Caire[22].

- 17 août - 2 septembre : siège d'Alexandrie[23].
- 30 août : la France capitule à Alexandrie[22]. Le général Jacques François Menou évacue l’Égypte.

- Septembre : les Britanniques ramènent en France les débris de l’armée d’Orient[22]. Après le départ des troupes françaises, l’Égypte est occupé par les Britanniques et des troupes ottomanes d’origine albanaise, dirigées par Tahir pacha. La Porte échoue à rétablir son autorité. Le naqib al-ashraf (syndic des notables) Umar Makram, un des chefs de la résistance à l’occupation française, arme la population du Caire. Il favorise l’accession au pouvoir en 1805 de Mohammed Ali, un officier d’origine albanaise, qui a remplacé Tahir après son assassinat en mai 1803[24].

- Le vice-roi d’Égypte Muhammad Khusraw s’empare de force de pèlerins du Tekrour (Soudan) et de Noirs résidents au Caire pour en faire des soldats (1801-1802)[25].

### Europe

: L'Union Jack

- 1er janvier : l'Acte d'Union réunit l'Irlande à la Grande-Bretagne[26]. L'Union Jack devient le drapeau officiel du Royaume-Uni.

- 9 février : traité de Lunéville entre la France et l'Autriche à propos de l'Italie, ratifiant les conditions du traité de Campoformio et réduisant le rôle de l’empereur en Allemagne ; l’Autriche cède la Belgique, reconnaît à la France la rive gauche du Rhin et des « républiques sœurs ». Elle ne conserve en Italie que la Vénétie[27].
- 18 février : armistice de Foligno[27]. Fin de la République parthénopéenne. La reconquête de l’Italie par les Français s’achève par la prise de Naples[28].

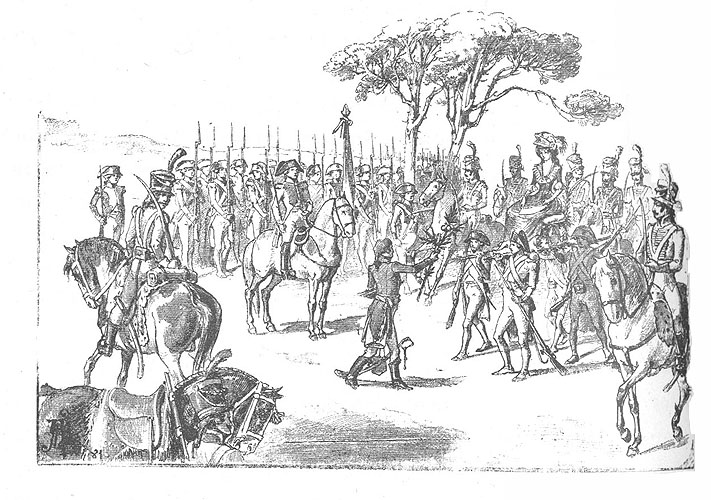
Guerre des Oranges

- 22 février : la France oblige l'Espagne à déclarer la guerre au Portugal pour l'obliger à renoncer à l'alliance avec les Britanniques[29].
- 3 mars : ouverture à Londres de la Bourse des valeurs[30].
- 17 mars : début du ministère tory d'Henry Addington, Premier ministre du Royaume-Uni (fin en 1804)[31]. Pitt est écarté du pouvoir (3 février). Addington lui succède. Pour donner satisfaction à l’opinion, il réduit l’impôt sur le revenu. Faute de ressources, il doit rogner sur les budgets militaires les armements navals sont réduits de moitié, l’armée est réduite à 90 000 hommes.

- 21 mars : traité d’Aranjuez. Le duc de Parme renonce à son duché contre l’île d’Elbe et la Toscane[19]. L’Espagne s’engage à rompre l’alliance entre le Royaume-Uni et le Portugal, ce qui déclenche la guerre des Oranges.
- 28 mars : la paix de Florence entre le royaume de Naples et la France interdit l'accès des ports napolitains aux vaisseaux britanniques[27].

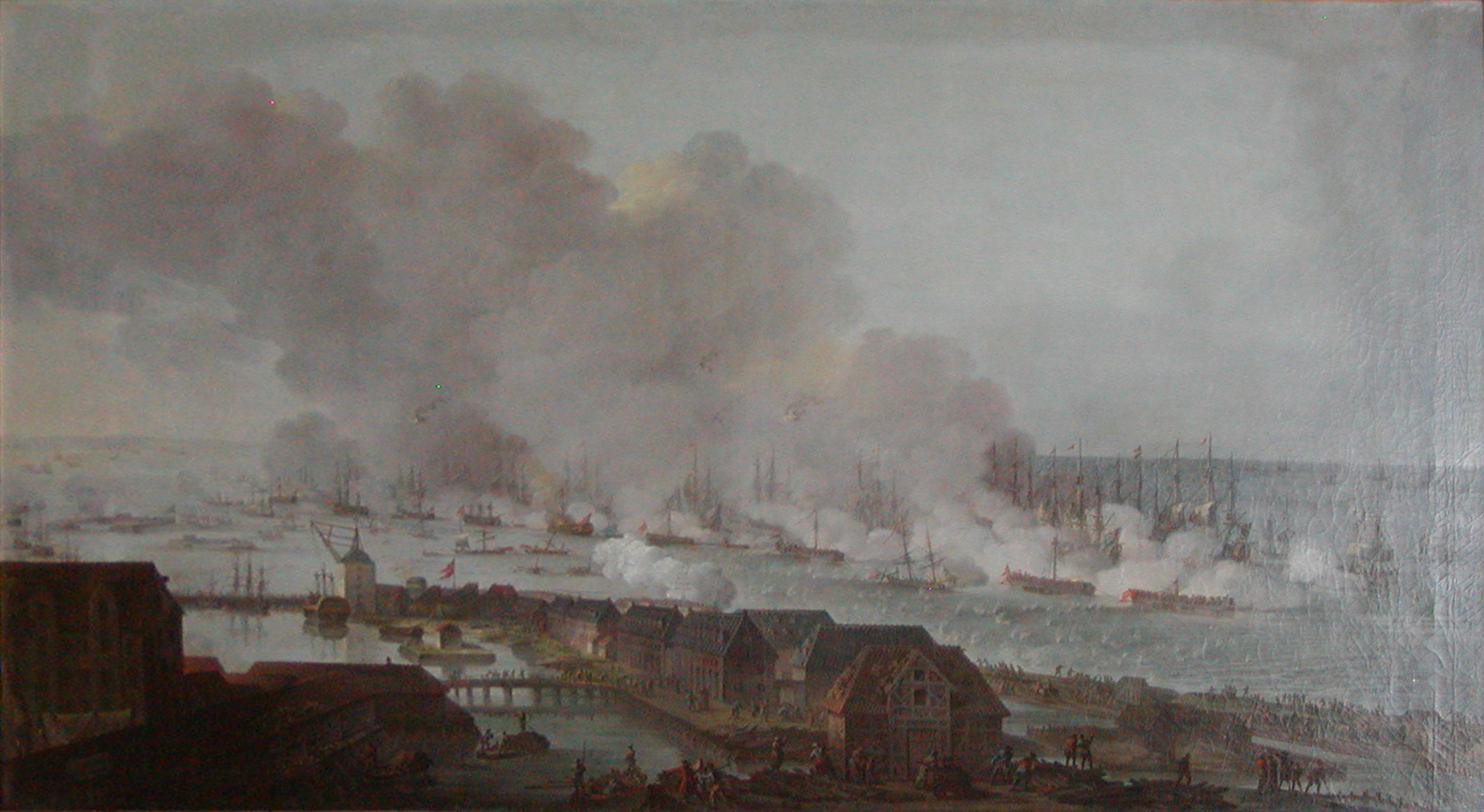
2 avril : bataille de Copenhague

- 2 avril : l'amiral britannique Horatio Nelson défait la flotte danoise à Copenhague[32].
- 29 avril : acte de Malmaison : médiation française en République helvétique entre « patriotes » et « conservateurs ». la France instaure un régime confédéral (cf.1803)[28].

- 6 mai : combat naval du Speedy et du Gamo au large de Barcelone[33].

- 6 juin : traité de Badajoz. La guerre des Oranges se termine par la fermeture des ports portugais aux navires britanniques, la cession d’une ville frontalière à l’Espagne (Olivenza, en Alentejo) et d’une partie de la Guyane à la France[19].

- 8 - 12 juillet : victoire navale franco-espagnole à la bataille d'Algésiras[34].

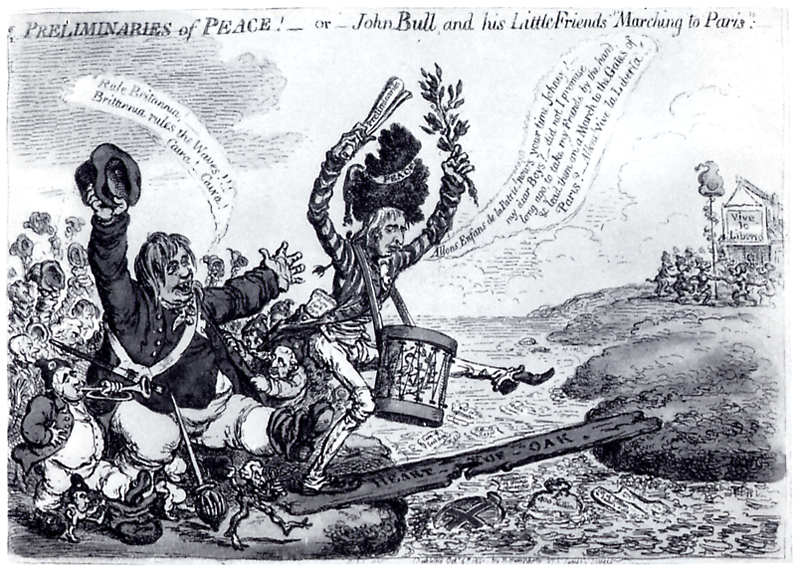
Préliminaires de paix !, caricature de James Gillray parue le 6 octobre

- 29 septembre : traité de paix de Madrid entre la France et le Portugal[27].

- 1er octobre : signature de préliminaires de paix à Londres entre la France et le Royaume-Uni[27].
- 4 octobre : traité de Paris entre l’Espagne et la Russie[27].
- 8 octobre : traité de Paris. Paix de la France avec la Russie[27].
- 9 octobre : préliminaires de Paris entre la France et la Turquie[22].
- 10 octobre : Charles-Maurice de Talleyrand-Périgord pour la France et le Comte de Markov pour la Russie concluent une convention secrète - dont le but est de consolider la paix de Lunéville et de garantir la sécurité de l'Europe - dont l'une des dispositions reconnaît et garantit l’indépendance et la constitution de la République des Sept-Îles, et conviennent qu’il n’y aura plus de troupes étrangères dans ces îles de la mer Ionienne[27].
- 16 octobre : constitution censitaire en République batave[35].

#### Russie
- 14 janvier (2 janvier du calendrier julien) : Paul Ier demande à Louis XVIII de quitter Mitau pour Kiel et lui retire sa pension[36].
- 24 janvier (12 janvier du calendrier julien) : Paul Ier ordonne au général Orlov, hetman des Cosaques du Don, de marcher sur les colonies britanniques des Indes avec 22 500 hommes. Orlov part le 11 mars (27 février) pour Orenbourg[37].
- 30 janvier (18 janvier du calendrier julien) : Paul Ier proclame l’annexion de la Géorgie après la mort du dernier roi géorgien George Ira Klievitch le 28 décembre 1800. La Géorgie intègre l’Empire russe le 12 septembre[38]. Les nombreux soulèvements qui éclatent localement n’empêchent pas la Russie d’étendre son influence sur toute la région.

- 2 février : destitution et exil de Rostoptchine[39].

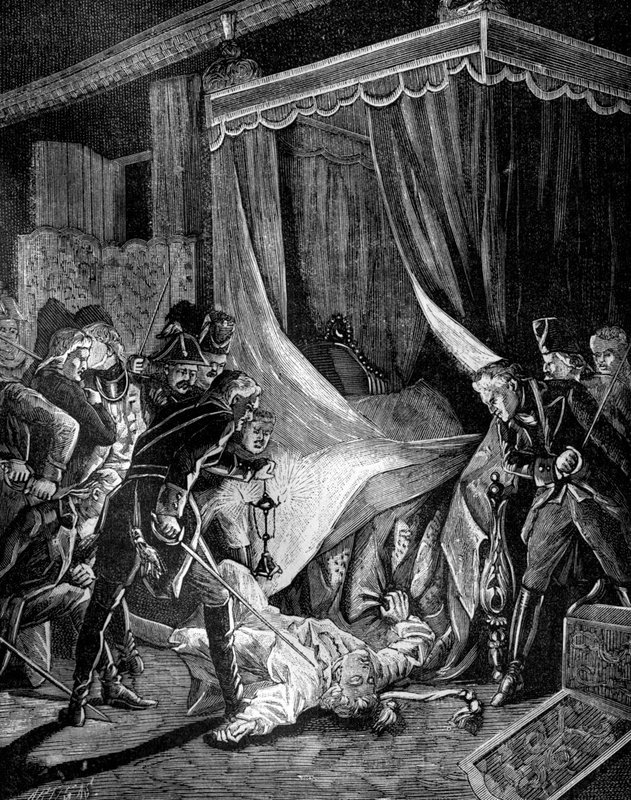
Mars : meurtre du tsar Paul Ier de Russie

- 23 - 24 mars (11-12 mars du calendrier julien) : complot organisé par Pahlen, gouverneur militaire de Saint-Pétersbourg, Zoubov et Bennigsen, avec l’accord du grand-duc Alexandre pour contraindre Paul Ier à l’abdication[37]. L’empereur est étranglé au château Saint-Michel qu’il avait fait construire pour assurer sa sécurité. Son fils Alexandre Ier lui succède comme tsar de Russie (fin en 1825).
- Mars - avril : première mesures libérales ; amnistie (15 mars), libération des détenus politiques, réouverture des frontières (22 mars), libre importation des livres étrangers (31 mars)[40].

- 2 avril : remise en vigueur de la charte de la noblesse et du Règlement municipal[40].

- 28 mai : défense de publier dans les journaux l’annonce de la vente de serfs sans terre[40]

- 11 juin (30 mai du calendrier julien) : création d’un conseil permanent de 12 membres chargés de l’étude et de la préparation des lois[41].
- 17 juin (5 juin du calendrier julien) : convention russo-britannique de Saint-Pétersbourg[40].
- 24 juin : premières réunions du Comité secret (Nicolas Novosiltsov, Paul Stroganov, Victor Pavlovitch Kotchoubeï, Adam Czartoryski)[40].

- Juillet : fin des distributions de terres peuplées à la noblesse[42].

- 12 septembre : acquisition de la Géorgie[38].

- 8 octobre (26 septembre du calendrier julien) : traité franco-russe de Paris, qui confirme la possession des Îles Ioniennes à la Russie, suivis d’une convention secrète (indemnisation des princes allemands dépossédés, accord sur les affaires italiennes).

- 24 décembre (12 décembre du calendrier julien) : abolition du monopole de l’État et de la noblesse sur la propriété foncière : des roturiers peuvent acquérir des terres sans serfs[43].

- Les territoires polonais sous domination russe sont organisés en huit gouvernements[44].

## Naissances en 1801
- 1er janvier : Guglielmo Libri Carucci dalla Sommaja, mathématicien italien († 28 septembre 1869).
- 10 janvier : Thierry Hermès, chef d'entreprise français, fondateur de la société Hermès († 10 janvier 1878).
- 11 janvier : Honório Carneiro Leão, homme d'État, diplomate et juge brésilien († 3 septembre 1856).
- 14 janvier : Adolphe Brongniart, botaniste français († 18 février 1876).
- 20 janvier : Hippolyte Bayard, pionnier de la photographie, inventeur et artiste français († 14 mai 1887).
- 22 janvier : Vincent-Nicolas Raverat, peintre français († 30 juin 1865).
- 28 janvier : Victor Adam, peintre français († 31 décembre 1866).

- 1er février :
  - Thomas Cole, peintre britannique/américain († 6 février 1848).
  - Théodore Lacordaire, entomologiste belge d'origine française († 18 juillet 1870).
  - Émile Littré : lexicographe et philosophe français († 2 juin 1881).
  - Jean-Baptiste Boussingault, chimiste français († 11 mai 1887).
- 6 février : Grigori Laptchenko, peintre russe († 1876).
- 15 février : Cândido Batista de Oliveira, ingénieur, diplomate et homme politique brésilien († 26 mai 1865).
- 21 février : John Henry Newman, ecclésiastique britannique († 11 août 1890).

- 17 mars : Adolphe Fourier de Bacourt, diplomate français († 24 avril 1865).
- 24 mars : Auguste Adrien Edmond de Goddes de Varennes, peintre et écrivain français († 16 février 1864).
- 28 mars : Adrien de La Fage, compositeur et musicologue français († 8 mars 1862).

- 10 avril :
  - Ewelina Hańska, comtesse polonaise († 10 avril 1882).
  - Paul Devaux, homme politique belge († 30 janvier 1880).
- 11 avril : Claude Tillier, pamphlétaire et romancier français († 12 octobre 1844).
- 12 avril : Joseph Lanner, compositeur autrichien († 14 avril 1843).
- 30 avril : André Giroux, peintre et photographe français († 18 novembre 1879).

- 3 juin : František Škroup, compositeur et chef d'orchestre tchèque († 7 février 1862).
- 21 juin : Luigi Calamatta, peintre et graveur italien († 8 mars 1869).
- 25 juin : Tito Marzocchi de Bellucci, peintre français d'origine italienne († 20 février 1871).
- 30 juin : Frédéric Bastiat, économiste, homme politique et polémiste libéral français († 24 décembre 1850).

- 17 août : Charles Auguste Herbé, peintre français († 30 septembre 1884).
- 20 août : Arcisse de Caumont, historien et archéologue français († 16 avril 1873).
- 21 août : Hippolyte Sebron, peintre français († 1er septembre 1879).
- 28 août : Antoine-Augustin Cournot, mathématicien français († 30 mars 1877).

- 3 septembre : Hermann von Meyer, géologue et paléontologue allemand († 21 avril 1869).

- 6 octobre : Moritz von Lavergne-Peguilhen, essayiste, administrateur et homme politique prussien († 12 septembre 1870).
- 7 octobre : Franz Wilhelm von Ditfurth, érudit collectionneur de musique ancienne, chanteur, écrivain, juriste et poète religieux allemand († 25 mai 1880).
- 10 octobre : Justo José de Urquiza, militaire et homme politique espagnol puis argentin († 11 avril 1870).
- 21 octobre : Carlo Bellosio, peintre italien († 15 septembre 1849).
- 23 octobre : Albert Lortzing, compositeur allemand († 21 janvier 1851).

- 3 novembre : Vincenzo Bellini, compositeur italien († 23 septembre 1835).
- 7 novembre : Robert Dale Owen, homme politique américain († 24 juin 1877).

- 14 décembre : Joseph Lane, général et homme politique américain († 19 avril 1881).
- 17 décembre : Léon Curmer, libraire et éditeur français († 29 janvier 1870).
- 22 décembre : Carl Jakob Sundevall, zoologiste suédois († 2 février 1875).
- 23 décembre : Marco Aurelio Zani de Ferranti, musicien italien, guitariste virtuose et compositeur pour son instrument († 28 novembre 1878).

- Vers 1801 : Joseph Ghys, violoniste et compositeur belge († 22 août 1848).

## Décès en 1801
- 2 janvier : Johann Kaspar Lavater, écrivain, philosophe, poète et théologien protestant suisse d’expression allemande (Zurich) (° 15 novembre 1741).
- 11 janvier : Domenico Cimarosa, compositeur italien (° 17 décembre 1749).
- 22 janvier : Joseph Adam Lorentz, médecin militaire français (° 19 janvier 1734).

- 7 février : Daniel Chodowiecki, peintre, illustrateur et graveur germano-polonais (° 16 octobre 1726).
- 18 février : Guillaume François Charles Goupil de Préfelne, homme politique français (° 29 juillet 1727).

- 2 mars : Charles-Albert Demoustier, écrivain français (° 13 mars 1760).
- 21 mars : Andrea Luchesi, compositeur italien (° 23 mai 1741).
- 25 mars : Novalis (Friedrich von Hardenberg), poète allemand, auteur des Hymnes à la nuit, qui fut l’une des figures les plus brillantes du mouvement romantique (° 2 mai 1772).

- 8 avril : Jean-Jacques Juventin, pasteur suisse auteur de sermons (° 24 janvier 1741).
- 11 avril : Antoine Rivarol, écrivain français (° 23 juin 1753).

- 11 mai : José Delgado Guerra dit « Pepe Hillo », matador espagnol (° 11 mars 1754).

- 4 juin : Frederick Muhlenberg, homme politique américain (° 1er janvier 1750).
- 8 juin : Perrucho (Francisco García), matador espagnol (° 1745).
- 10 juin : Maria Teresa Cucchiari, religieuse italienne, fondatrice d'ordre, éducatrice, servante de Dieu (° 10 octobre 1734).

- 9 août : Fedele Tirrito, religieux de l'ordre des frères mineurs capucins, écrivain et peintre italien (° 18 janvier 1717).
- 16 août : Ralph Earl, peintre américain (° 11 mai 1751).

- 7 septembre : Giovanni Andrea Lazzarini, architecte, écrivain et peintre baroque et rococo italien (° 19 novembre 1710).
- 3 octobre : Philippe Henri de Ségur, militaire français (° 20 janvier 1724).

- 20 octobre : Louis Gauffier, peintre français (° 10 juin 1762).

- 5 novembre : Motoori Norinaga, philologue japonais (° 21 juin 1730).